# دوبرنا
دوبرنا (به چکی: Dobrná) یک منطقهٔ مسکونی در جمهوری چک است که در ناحیه دیتشین واقع شده‌است. دوبرنا ۸٫۸۱ کیلومتر مربع مساحت و ۴۴۵ نفر جمعیت دارد.